# Плешак, Виктор Васильевич
Виктор Васильевич Плешак (родился 13 ноября 1946 года, Ленинград) — советский и российский композитор, Заслуженный деятель искусств Российской Федерации (2004), Премия Ленинградского комсомола (1980 год), Лауреат премии Правительства Санкт-Петербурга в области литературы, искусства и архитектуры (2013), Лауреат более 30 международных советских и российских композиторских конкурсов, дипломант Национальной театральной премии «Золотая маска» (2000) и других…. «Добиваться популярности в жанрах, в которых работаю ― вот, пожалуй, основной мой девиз как профессионального композитора», — так формулирует Виктор Плешак свое творческое кредо.
Виктор Плешак успешно работает во всех жанрах академической и популярной  музыки. Среди основных его сочинений: 2 симфонии для БСО,  8 сюит для ОРНИ, Музыкально-исторический цикл «Русский мир» (из 11 ораторий и поэторий), кантаты, хоровые циклы, инструментальная музыка, более 150 сочинений для театра, в том числе оперы, балеты, мюзиклы, музыка к драматическим спектаклям, к эстрадным, цирковым, новогодним представлениям, музыка для кино, радио, телевидения,  более 1000 песен, гимнов и романсов.

## Биография
Родился в Ленинграде. Окончил Ленинградское хоровое училище им. М. И. Глинки в 1964 году и Ленинградскую государственную консерваторию имени Н. А. Римского-Корсакова по специальностям «хоровое дирижирование» в 1970 году (класс профессора Е. П. Кудрявцевой) и «композиция» в 1981 году (классы профессоров В. В. Пушкова, А. Д. Мнацаканяна и Б. И. Тищенко).
В 1969—1975 годах работал преподавателем Ленинградского института культуры имени Н. К. Крупской, 
в 1975—1980 годах — заведующим музыкальной частью «Театра имени Ленсовета»,
с 1980 года — «свободный художник», 
с 1980 по 1982 годы являлся членом творческого объединения композиторов, пишущих для Ленконцерта,
с 1982 года — член Союза композиторов СССР, 
в 2000—2022 годах — председатель Секции популярной музыки Санкт-Петербургского Союза композиторов, 
с 2000 — член Правления Союза композиторов Санкт-Петербурга, 
с 1979 - член Союза театральных деятелей России, 
с 1998 - Академик Международной академии наук экологии, безопасности человека и природы — МАНЭБ , 
с 2017 - член Авторского совета РАО.
Музыкальные спектакли Виктора Плешака идут в более чем 70 городах России: Санкт-Петербурге, Москве, Новосибирске, Твери, Нижнем Новгороде, Екатеринбурге, Красноярске, Иркутске, Хабаровске, Астрахани и, а также в Казахстане, Украине, Белоруссии, Китайской народной республике.
Самые известные мюзиклы: «Милые грешницы», «Инкогнито из Петербурга», «Ночь перед Рождеством», «Кентервильское привидение», «Кот в сапогах», «Рыцарские страсти».
Виктор Плешак — автор эстрадных песен, которые исполняли и исполняют Георг Отс, Мария Бабанова, Иосиф Кобзон, Юрий Богатиков, Ярослав Евдокимов, Эдуард Хиль, Геннадий Бойко, Михаил Боярский, Игорь Скляр, Валентин Никулин, Герман Орлов, Елена Камбурова, Виктор Кривонос, Юрий Охочинский, Михаил Луконин, Мария Пахоменко, Людмила Сенчина, Лариса Долина,    Зара, Сергей Волчков, Марина Капуро, Ирина Понаровская, Таисия Калинченко, Анна Вавилова, Татьяна Буланова, Анна Ковальчук, Светлана Крючкова, Екатерина Гусева, Анастасия Макеева, Лариса Луста, Алёна Биккулова, Наталья Кузьминская, Евгений Южин, Сергей Зыков, Александр Пахмутов и другие известные артисты.
Живёт и работает в Санкт-Петербурге.

## Семья
Мать — Александра Фёдоровна Москвитина. Всю блокаду провела в осажденном Ленинграде, выступала в составе самодеятельного ансамбля МПВО. 

Отец — Василий Константинович Плешак, участник обороны Ленинграда. Работал сначала главным инженером, затем директором автопарка, в котором ремонтировались машины для фронта.

Брат — Константин Васильевич Плешак, музыкант-клавишник (группы "Метроном", "Земляне", и др.).

Супруга — Ирина Анатольевна Плешак (род. 1947), работает в Санкт-Петербургской консерватории концертмейстером.

Сыновья ― Сергей (род. 1970) и Алексей (род. 1977). Оба сына - композиторы.

Внучка Полина (лингвист), правнучка Наташа.

## Высказывания о творчестве композитора
«Виктор Плешак … ― композитор, успешно работающий по своей специальности, труд которого широко используется музыкальной практикой страны» (Борис Тищенко)
«Знакомство с произведениями Виктора Васильевича Плешака позволяет судить о нём, как о композиторе, опирающемся на крепкий профессиональный фундамент и умеющем возводить на этом фундаменте отнюдь не только типовые музыкальные конструкции. Обращает на себя внимание почти предельно широкий спектр его жанровых интересов, простирающийся от популярных песен до концепционных симфонических форм. Отрадно, в то же время, что многолетняя работа композитора в массовых и прикладных жанрах не притупила, как это иногда случается, в нём чувства ответственности за свои крупные проблемные сочинения» (Геннадий Банщиков)
«Виктора Плешака знаю очень давно. Он сразу удивил меня серьёзностью отношения к песне как к жанру. Умея чутко слушать окружающую жизнь, он быстро нашёл свою индивидуальную интонацию и несёт её через всю свою творческую жизнь. Он поёт свою песню» (Игорь Цветков)
«… Особенно удаются композитору В. В. Плешаку песни на гражданскую тему: „А всё-таки марши“, „Экипаж — одна семья“, „Города — города“, „Парад Победы“ и многие другие…»; «… На „Ленинградских вёснах“ обязательно звучат его песни. Они являются общественным достоянием нашего города…»; «Ещё одна область, в которой Виктор Плешак является признанным мастером, музыка для театра. Здесь и оперетты, и мюзиклы, и сочинения для детей. В столь сложное для осуществления театральных постановок время произведения Плешака ставились и продолжают ставиться в театрах Санкт-Петербурга, Москвы, Красноярска и т. д.» (Андрей Павлович Петров)
«Профессионализм, универсальность и театральность музыки В. В. Плешака ярко проявились в работе над постановками нашего театра, в котором музыкальные спектакли традиционно занимают важное место… „Как нарисовать птицу“, „Человек, животное и добродетель“, „Мать“, „Мир дому твоему“, „Таланты и поклонники“, „Гусар из КГБ“, „Двуглавый орёл“, „Кот в сапогах“… Многие из этих спектаклей, имея успех у публики, прошли более 100 раз, побывали на гастролях в России и странах ближнего и дальнего зарубежья» (Художественный руководитель театра имени Ленсовета Владислав Пази)
«Музыкальная палитра композитора многообразна: его музыка всегда соответствует художественному замыслу драматурга и постановщика, всегда оригинальна и хороша» (Художественный руководитель театра Буфф Исаак Штокбант)
«Виктор Плешак по праву считается одним из самых репертуарных отечественных театральных композиторов. Его произведения уже давно вошли в программы многих театров страны. По количеству постановок среди спектаклей Виктора Плешака лидером являются мюзиклы „Милые грешницы“, „Рыцарские страсти“ (или „Лекарство от любви“) и „Инкогнито из Петербурга“. Музыкальный театр Виктора Плешака отличается яркими жанровыми красками и интригующими поворотами сюжетов. Благодаря этому музыка Плешака пользуется неизменным интересом слушателей, а его театральные сочинения являются благодатной почвой и для исполнителей: за роли в спектаклях актёры были неоднократно награждены призами многочисленных конкурсов и фестивалей, а мюзикл „Инкогнито из Петербурга“ в постановке Красноярского театра Музыкальной комедии получил престижную национальную театральную премию „Золотая маска“» (Из буклета I Всероссийского фестиваля театральных проектов «Новые берега»)
«Оперетта ― не оперетта; водевиль ― не водевиль; фарс ― не фарс ― чёрт его знает, что такое, но только очень профессионально, музыкально и смешно» (Театральный критик А. Владимирская. Из рецензии на спектакль Санкт-Петербургского театра Музыкальной комедии «Ах, эти милые грешницы»)
«„Наследство“ ― мюзикл действительно замечательный. Молодёжный по содержанию, духу и составу исполнителей, он получился лёгким без легковесности, весёлым без наигранности и с юмором без пошлости. В темпах и ритмах мюзикла Виктора Плешака удивительно естественно отразилась динамика современной жизни» (Музыкальный критик Людмила Петрова. Из рецензии на спектакль Санкт-Петербургского эстрадно-музыкального театра «Розыгрыш»)
«…Композитор В. Плешак, подобно известному шоумену, превращает шествие узнаваемых масок в музыкальный калейдоскоп блестящих бенефисов. В новом произведении петербургского автора герои бессмертного гоголевского „Ревизора“ заговорили в интонациях и ритмах, близких сегодняшнему зрителю…» (Музыкальный критик Елена Езерская. Из рецензии на спектакль «Инкогнито из Петербурга» Красноярского театра музыкальной комедии)
«За последние годы в музыкальном театре для детей стали складываться стереотипы, вызванные эксплуатацией приёмов, апробированных в многочисленных телесериалах и мультфильмах, попытками во что бы то ни стало „осовременить“ известных сказочных персонажей. Музыка Виктора Плешака в этом отношении представляет приятное исключение. Она мелодична, в ней много лирики и искромётного веселья. Эта музыка несложна для восприятия, и в то же время её нельзя назвать упрощённой. Музыкальные номера в спектакле органично связаны со сценическим действием, являются его логическим продолжением. К спектаклю одесской оперетты, на наш взгляд, точнее всего подходит определение „живой“. Хочется верить, что новому „Коту в сапогах“ суждена многолетняя жизнь на сцене и в сердцах юных зрителей» (Музыкальный критик Роман Бродавко. Из рецензии на спектакль «Господин кот» Одесского театра музыкальной комедии)
«Сегодня Ваше имя хорошо известно любителям музыки. Вашим произведениям ― будь то песни или мюзиклы, музыка к кинофильмам и спектаклям ― присущи такие ценные и достойные качества, как зрелый композиторский профессионализм, рельефность тематизма, обращённость к широкой слушательской аудитории, ярко выраженное лирическое начало, доброта и юмор. Эти свойства находят отклик в душе слушателей, что обеспечивает многим из Ваших произведений долголетнюю и счастливую творческую жизнь. Целеустремленно и плодотворно работая в сфере музыки так называемых демократических жанров, Вы внесли ценный вклад в эту важную область музыкального творчества. Серьёзный и ищущий художник, Вы пользуетесь заслуженным авторитетом у Ваших коллег, а Ваши личностные качества снискали уважение всех, кто Вас знает». Правление Петербургского отделения Союза композиторов России.
"В настоящее время в нашей стране совсем немного авторов, пишущих современную музыку для оркестра русских инструментов. Сочинения Виктора Плешака существенно расширили и обогатили репертуар нашего коллектива, привнеся в него такие нетипичные жанры, как оратория, поэтория, ода, симфония, кантата. Эти произведения заняли в нашем репертуаре особое место. Сотрудничество Андреевского оркестра с композитором Виктором Плешаком – пример прекрасного творческого взаимопонимания. Мы стали не только добрыми друзьями, но и двумя сторонами творческого процесса, вдохновляя друг друга и рождая прекрасные идеи. Виктор Плешак – высокопрофессиональный композитор и музыкант. При работе с Виктором Васильевичем настоящее уважение вызывает его неравнодушный, заинтересованный, истинно творческий подход к делу. Перед тем как приступить к работе над созданием новых произведений для нашего оркестра, он много раз бывал на его концертах и репетициях, общался с музыкантами, тщательно изучал специфику коллектива, возможности инструментов, их наиболее сильные и выразительные стороны. Ему удалось очень тонко почувствовать «душу» оркестра, полюбить и понять его, что дано отнюдь не каждому. При сотрудничестве с нашим коллективом Виктор Васильевич проявил себя как композитор-интеллектуал, композитор-историк и патриот нашей страны, обращающийся к пронзительным, глубоко социальным, актуальным темам, сюжетам, текстам. Его сочинения для Андреевского оркестра рассчитаны на интеллектуального, подготовленного слушателя, знающего и любящего историю и свою страну, но в то же время они понятны и интересны широкой публике". (Художественный руководитель и главный дирижёр Государственного академического русского оркестра народных инструментов им. В.В. Андреева, Народный артист РФ Д.Д. Хохлов).
"Моё знакомство с Виктором Васильевичем Плешаком датируется 1962 годом. Уже тогда, будучи учащимся Хорового училища, он обратил на себя внимание нестандартным музыкальным мышлением и оригинальным мелодическим даром. Даже первые сочинительские опыты юного музыканта явили свидетельство рождения нового композиторского имени. Одна из первых песен Виктора Плешака «Говори мне о России» и сегодня трогает сердца слушателей. Но самое важное: сделанная тогда творческая заявка получила в дальнейшем убедительное развитие. Сохранив любовь к песне, Виктор Плешак не менее ярко проявил себя в произведениях крупных музыкальных форм: в кантатно-ораториальном и оперном жанрах, балете и мюзикле, в сочинениях для оркестра и сольных оркестровых инструментов. Здесь он – прямой наследник лучших отечественных композиторских традиций. С хором и оркестром Капеллы у него сложилось многолетнее сотрудничество: регулярные авторские концерты, премьерные исполнения ряда сочинений и включение в важнейшие программы, такие, например в которых исполнялись многотысячным хором песни В. Плешака «Неповторимый Петербург» и «Экипаж – одна семья», пользующихся огромной популярностью в народе. Удивительно и долгожительство прекрасной его детской оперы «Сказка о мёртвой царевне и семи богатырях». Сегодня мы вправе сказать, что Виктор Плешак, безусловно, занимает место в ряду крупнейших композиторов России, и его многогранная творческая и общественная деятельность заслуживает присвоения ему звания Народного артиста РФ". (Художественный руководитель и главный дирижер Государственной академической капеллы Санкт-Петербурга, Народный артист СССР, лауреат Государственных премий России В.А. Чернушенко)

## Сочинения
Симфонии
- 1984 — симфония «Памяти павших в Великой Отечественной войне»
- 2016 — Большая песенная симфония для солистов, смешанного хора и оркестра
- 2018 — «Дунь Хуан и Новый шелковый путь» (Китайская симфония)

Оперы
- 1986 — «Сказка о Мёртвой Царевне и семи богатырях» (либретто Ю. Александрова по сказке А. С. Пушкина, редакции: 1988, 1990)
- 1987 — «Тонкие руки дождя», опера-блюз (либретто М. Кушнирского, Ю. Немировской по пьесе Т. Уильямса «Стеклянный зверинец»
- 1988 — «Козьма Прутков», опера-фарс (либретто А. Меньшикова, Б. Салибова)
- 1990 — «Осторожно! Баба Яга!» (либретто Ю. Александрова)
- 1991 — «Сказки для Репки» (либретто О. Сердобольского по мотивам русских народных сказок)
- 2000 — «Под первой звездой», опера-мюзикл (либретто А. Шульгиной по мотивам сказок Г.-Х. Андерсена «Девочка со спичками» и «Снежная королева»)

Балеты
- 1980 — «Красные дьяволята» (либретто И. Гафта по повести П. Бляхина)
- 2014 — «Красная шапочка» (либретто В. Королькова)

Оперетты/Мюзиклы/Водевили
- 1981 — «Рыцарские страсти — I» (по пьесе В. Красногорова)
- 1984 — «Настоящий мужчина» (по пьесе В. Красногорова)
- 1984 — «Валенсианская вдова» (либретто Б. Рацера и В. Константинова по пьесе Лопе де Вега)
- 1988 — «Милые грешницы» (по пьесе В. Красногорова)
- 1989 — «Мужчина на выданье» (либретто Б. Рацера и В. Константинова)
- 1989 — «Господин Кот» (либретто А. Таскина по сказке Шарля Перро)
- 1991 — «Рыцарские страсти — II», или «Лекарство от любви» (по пьесе В.Красногорова)
- 1991 — «Шведская спичка» (либретто Г. Цветкова и В. Кавторина по одноимённому рассказу А. П. Чехова)
- 1992 — «Гусар из КГБ» (по пьесе Б. Рацера и В. Константинова)
- 1992 — «Миллионерша» (либретто И. Штокбанта по пьесе Бернарда Шоу)
- 1994 — «Два клёна» (либретто Р. Сац-Карповой и Б. Рябова по сказке Евгения Шварца)
- 1994 — «Тень» (либретто И. Штокбанта по пьесе Евгения Шварца)
- 1994 — «Брачное объявление» (либретто Р. Сац-Карповой и Б. Рябова по пьесе 3. Лабиша)
- 1994 — «Шальная масть» (либретто О. Ернева по пьесе Н. В. Гоголя «Ревизор»)
- 1994 — «Кентервильское привидение» (либретто К. Гершова по сказке Оскара Уайльда)
- 1994 — «Дон Жуан» (либретто И. Штокбанта по пьесе Ж.-Б. Мольера)
- 1994 — «Госпожа Министерша» (либретто В. Константинова по пьесе Бронислава Нушича)
- 1994 — «Ревнивая к себе самой» (либретто Б. Рацера и В. Константинова по пьесе Т. де Молина)
- 1995 — «Иван да Марьюшка», совместно с Е. Птичкиным (либретто Р. Сац-Карповой и Б. Рябова)
- 1995 — «Комедия любви» (либретто М. Бримана по пьесе Джона Флетчера)
- 1995 — «Как Емеля Барби полюбил» (либретто Б. Рацера и В. Константинова)
- 1996 — «Великий комбинатор» (либретто И. Штокбанта по роману И. Ильфа и Е. Петрова)
- 1996 — «Брак по конкурсу» (либретто О. Ернева по пьесе Карла Гольдони)
- 1996 — «Остап из Пятигорска» (либретто А. Покровского)
- 1996 — "Путешествие на поезде «Как-будто», или «Проделки Бабы Яги» (либретто А. Таскина)
- 1997 — «Кентервильское привидение» (либретто К. Гершова по рассказу Оскара Уайльда)
- 1997 — «Тартюф» (либретто Е. Гориной по пьесе Ж.-Б. Мольера)
- 1997 — «Золотой осёл» (либретто А. Хорта по роману Апулея)
- 1997 — «Кот в сапогах» (либретто С. Прокофьевой и Г.Сапгира по сказке Шарля Перро)
- 1998 — «Сказка о Руслане и Людмиле» (либретто О. Ернева по сказке А. С. Пушкина и русскому фольклору, 2 ред.: 1999)
- 1998 — «Мышьяк и старое вино» (либретто А. Мерлина по пьесе Г. Кессельринга)
- 1998 — «Стеклянный зверинец» (либретто Ю. Немировской по пьесе Теннеси Уильямса)
- 1999 — «Инкогнито из Петербурга» (либретто О. Ернева по пьесе Н. В. Гоголя, 2 ред.)
- 2001 — «Час звезды» (либретто Е. Богдановой)
- 2001 — «Месье сутенер» (либретто А. Новикова и Г. Траугота по пьесе А. Р. Фуртона)
- 2002 — «Наследство» (либретто Е. Пальцева)
- 2003 — «Я близко, я рядом, я здесь», или «Поэма о подводной лодке» (либретто А. Шульгиной)
- 2004 — «Ангелы во времени» (либретто М. Смолянникова и В. Филимонова)
- 2004 — «Ночь перед рождеством», или «Черевички для любимой» (либретто О. Ернева по повести Н. В. Гоголя; 2 ред.: 2005)
- 2006 — "Женитьба" (либретто О. Ернева по пьесе Н. В. Гоголя)
- 2007 — "Игра втроём" (либретто С. Столярова по одноимённой пьесе Э. Брагинского)
- 2008 — "Женщина на отпуск" (по мотивам пьесы Э. Брагинского «Игра втроём»)
- 2012 — "Удивительное путешествие кролика Эдварда" («Откройте глаза»), совместно с С. Плешаком (либретто Н. Голя)
- 2015 — "Юнги Северного флота" (по мотивам повести В. Пикуля «Мальчики с бантиками», либретто Е. Пальцева)
- 2015 — "Петербургские квартиры" (по одноимённому водевилю Ф. Кони)
- 2022 — «Пушкин. Рок. Любовь» (либретто О. Ернева), первый биографический мюзикл о поэте

Новогодние музыкальные сказки
- 1986 — «Сказка про Кляксу»
- 1987 — «Новогодний круиз»
- 1999 — «Шляпа господина Андерсена»
- 2000 — «Его величество Время»
- 2001 — «Волшебный эликсир»
- 2002 — «Новогодний букет»
- 2003 — «Космическое путешествие в Рождество»
- 2004 — «Король Пентиум IV»
- 2005 — «Кино в Аничковом»
- 2006 — «Дело не в шляпе»
- 2006 — «Сказочное новогоднее путешествие»
- 2007 — «Волшебный глобус Деда Мороза»
- 2008 — «Свет рождественской звезды»
- 2009 — «Невероятное путешествие в заповедном лесу»
- 2010 — «Королевство честных слов»
- 2011 — «Сказка о часах с секретом и не только об этом»
- 2012 — «Самоварное царство»
- 2013 — «Новый год на крыше»
- 2014 — «Дед Мороз против БлокБастеров»
- 2014 — «Золушка в Аничковом»
- 2015 — «Новогоднее приключение в Башне» (для музейного комплекса «Вселенная Воды»)

Кантатно-ораториальные произведения
- 1972 — «Расцветай, Союз», торжественная кантата для чтеца, смешанного хора и большого симфонического оркестра
- 1974 — «Время не ждёт», кантата для детского хора и эстрадно-симфонического оркестра
- 1978 — «Пионер Ленинграда», кантата для солистов, детского хора и эстрадно-симфонического оркестра
- 1987 — «Сватовство Елисея», кантата на народные тексты для солистов, смешанного хора и большого симфонического оркестра
- 1988 — «Морожены песни», кантата для двух женских голосов и фортепиано
- 1990 — «Сей зерно», кантата для солистов, смешанного хора и симфонического оркестра
- 2002 — «Кот в сапогах», концерт для детского хора на либретто А. Таскина по одноимённой сказке Ш. Перро
- 2002 — «Неповторимый Петербург», оратория для чтеца, солистов, смешанного хора и оркестра, либретто автора (1-я ред.)
- 2002 — «Ода в честь Зары Долухановой», для трёх солистов и фортепиано
- 2006 — «Моему городу», для баса, меццо-сопрано, смешанного и детского хора в сопровождении большого симфонического оркестра
- 2006 — «Окно в Европу», для сопрано-соло, рок-группы и большого симфонического оркестра
- 2004—2008 — «Петербурга сиятельный сын», песенная кантата для детского хора и фортепиано в 5 частях на ст. А. Шульгиной
- 2011  -   «Неповторимый Петербург», оратория для солистов, смешанного хора и симфонического оркестра, на стихи поэтов XX века либретто автора (2-я ред.)
- 2012 — «Цветы», кантата для детского хора и большого фортепианного секстета на стихи русских поэтов
- 2013 — «Моя Россия», вокально-симфонический диптих для чтеца, народного голоса, баритона, мужского хора и оркестра народных инструментов, либретто автора на стихи И. Северянина и народные тексты,
- 2014 — «Песнь о купце Калашникове», оратория для чтеца, солистов, смешанного хора и оркестра народных инструментов, либретто автора по поэме Ю. Лермонтова, либретто автора
- 2014 — «Времена года», кантата для детского хора и фортепианного секстета, либретто автора на стихи В.Гина
- 2015 — «Когда звонят колокола», оратория для чтеца, тенора, баритона, смешанного хора и оркестра народных инструментов, либретто автора на тексты православных молитв и стихи русских поэтов
- 2015 — «Сказка про Лису и Котофея Ивановича», концерт для чтеца, флейты, фортепиано и струнного оркестра
- 2015 — «Наша дружба!», вокально-симфонический триптих для  солистов и оркестра русских народных инструментов на стихи А. Шульгиной и В. Алексеева
- 2016 — «Сотворение мира», оратория для чтеца, детского хора и фортепианного секстета на канонический текст и стихи Н. Голя
- 2017 — «Страсти по русской революции 1917 года», поэтория для чтеца, солистов, органа, смешанного хора и оркестра народных инструментов, либретто автора на стихи А. Блока, В. Маяковского, С. Есенина и М. Цветаевой
- 2018 — «Ленинградки», оратория для чтеца, баритона, меццо-сопрано, женского и детского хоров и оркестра народных инструментов, либретто автора на стихи советских поэтов
- 2019 — «Ленинградки», камерная оратория для группы чтецов, баритона, меццо-сопрано, женского и детского хоров, баяна и 2 фортепиано, либретто автора на стихи советских поэтов (редакция)
- 2019 — «Страсти по Советскому Союзу», оратория для сопрано, тенора, баритона и баса, солирующего фортепиано, смешанного хора и оркестра народных инструментов, либретто автора на стихи советских поэтов
- 2020 — «Сокровенное слово. Учитель и ученик. Николай Клюев и Сергей Есенин», поэтория для чтеца, баритона, тенора, смешанного хора и оркестра народных инструментов, либретто автора
- 2022 — «Николай Некрасов. Мелодия сердца», поэтория для чтеца, сопрано, меццо-сопрано, тенора, баритона, детского, мужского и смешанного хоров и оркестра народных инструментов, либретто автора
- 2023 - "Помни!" - Ленинградская оратория" для чтеца, сопрано, тенора, баритона, смешанного хора и оркестра народных инструментов, либретто автора на стихи советских и российских поэтов
- 2025 - "Победители!", оратория для чтеца, сопрано, тенора, баритона, смешанного и детского хоров и оркестра народных инструментов, либретто автора на стихи советских и российских поэтов

Камерно-инструментальная музыка
- 1967 — соната для фортепиано соло
- 1968 — струнный квартет
- 1981 — соната для флейты и фортепиано
- 1983 — соната для альта соло
- 1985 — соната для скрипки и фортепиано
- 1985 — концерт для трубы и струнного оркестра
- 2010 — Первый фортепианный секстет памяти М. И. Глинки
- 2012 — Второй фортепианный секстет
- 2017 — «Фортепианная мозаика» (в 2 тетрадях)
- 2021 — «Русская фантазия в 5 частях для виолончели и фортепиано»

Музыка для хора a cappella
- 1969 — Три обработки русских народных песен
- 1970 — Четыре хора на стихи советских поэтов (Р. Рождественского, А. Прокофьева, Г. Рыскина, В. Федорова)
- 1981 — «Приближается звук», хоровая поэма на ст. А. Блока
- 1983 — «Песни о дружбе, любви и братстве», пять хоров на ст. Р. Бернса в переводе С. Маршака
- 1984 — Пять хоров на ст. Н. Рубцова
- 1999 — Женская песня на ст. Г. Поженяна
- 2009 — Хоровой концерт памяти Д. Бортнянского, в 3 частях, на канонический текст
- 2019 — «Праведница» (читая Александра Солженицына), концерт для смешанного хора a cappella и солирующего меццо-сопрано в 15 частях на ст. А. Шульгиной и текст православной молитвы
- 2019 — «Негасимый свет», хоровой концерт для детского или женского хоров в 4 частях на ст. русских поэтов

Музыка к художественным фильмам
- 1992 — «Комедия строгого режима» (режиссёры В. Студенников, М. Григорьев)
- 1993 — «Шиш на кокуй!» (режиссёр И. Пушкарёв)
- 2013 — «Беда» (режиссёр Д. Кокин)

Музыка к документальным фильмам
- 1977 — «Самый нужный человек» (режиссёр Л. Дербышева)
- 1982 — «Тебе доверена земля» (режиссёр Алексей Учитель)
- 1983 — «Мы – из блокады» (режиссёр Алексей Учитель)
- 1984 — «Фестивалю на встречу» (режиссёр Алексей Учитель)
- 1984 — «Третий украинский фронт» (режиссёр Л. Чернышёв)
- 1984 — «Уроки истории» (режиссёр Л. Чернышёв)
- 1984 — «Золото «Зенита»» (режиссёр Михаил Литвяков)
- 1985 — «Планета Наташа» (режиссёр Алексей Учитель)
- 1985 — «Забайкальский фронт» (режиссёр Л. Чернышёв)

Музыка к драматическим спектаклям
- 1971 — Город без любви (Л. Устинов)
- 1972 — Без вины виноватые (А. Н. Oстровский)
- 1972 — Звёздный мальчик (Оскар Уайльд)
- 1975 — Нашествие (Л. Леонов)
- 1975 — Как нарисовать птицу (И. Владимиров по классикам литературы)
- 1976 — Мать (Карел Чапек)
- 1976 — Настоящий мужчина (В. Красногоров)
- 1977 — Белое платье (В.Карпов)
- 1978 — Принц с хохлом (Ф. Кони, стихи Е. Гвоздева)
- 1978 — Человек, животное и добродетель (Луиджи Пиранделло)
- 1979 — Мир дому твоему (Василий Шукшин, Василий Белов)
- 1979 — Дом наполовину мой (А. Соколова)
- 1980 — О, женщины! (Робер Мерль)
- 1981 — Свидание со Святой Бapбаpoй (Антонио Энрике Гомес)
- 1982 — Любовь в Старо-Короткино (В. Липатов)
- 1983 — Фантазия (В. Левтов)
- 1991 — Таланты и поклонники (А. Н. Oстровский)
- 1992 — Пьеса для матери и дочери
- 1992 — Заколдованные клёны (Евгений Шварц)
- 1992 — Блюз (К. Менье)
- 1993 — Красная шапочка (Евгений Шварц)
- 1993 — Женитьба Бальзаминова (А. Н. Островский)
- 1993 — Шерше ля фам (Олег Ернев)
- 1993 — Двуглавый орел (Жан Кокто)
- 1995 — Уик-энд отменяется (Марио Фратти)
- 1995 — Скандал в Пассаже (Ф. М. Достоевский)
- 1996 — Продаётся жена (Б. Рацер, В. Константинов)
- 1998 — Стеклянный зверинец (Т. Уильямс)
- 1998 — Укрощенный укротитель (Джон Флетчер)
- 1998 — Гарольд и мот (Колин Хиггинс)
- 2001 — Банан (Славомир Мрожек)
- 2001 — Чай с бисквитным пирожным (Сомерсет Моэм)
- 2004 — Ревизор (Н. В. Гоголь)
- 2006 — Театр (Сомерсет Моэм)
- 2012 — Шум за сценой (Майкл Фрейн)
- 2013 — Дядюшкин сон (Ф. М. Достоевский)

## Песни
- «Экипаж - одна семья» (слова Ю. Погорельского) исп. ВИА "Самоцветы", Эдуард Хиль, Ансамбль "Новые самоцветы", Хор Турецкого, ансамбль "Viva" и многие другие
- «Говори мне о России» (слова И. Баукова) - исп. И. Наволошников, Б. Штоколов
- "Земля" (слова В. Высоцкого) - исп. Е. Камбурова, Е. Гусева, Т. Повалий, В. Шпак, Н. Елисеева и многие другие
- «Любимая команда Зенит» (слова В. Гина) исп. Ю. Охочинский
- «Ленинградки» (слова М. Дахие) исп. Н. Ургант, Е. Ваенга, Т. Повалий, Л. Долина, Зара и многие другие
- «Песня о подвиге Ленинграда» (слова М. Дахие) исп. В. Никулин, Г. Орлов, В. Горелло, И. Крутова и многие другие
- «А все-таки марши» (слова М. Дахие) исп. И. Кобзон, Ю. Богатиков, Э. Хиль, Е. Головин. В. Вуячич и многие другие
- «Золотой ключик» (слова М. Дахие) исп. Н. Пахоменко
- «Этот чудный мир» (слова М. Дахие) исп. Э. Хиль
- «Песенка шофера» (слова М. Дахие) исп. Г. Бойко
- «Монолог зрителя» (слова М. Дахие) исп. А. Вавилова, Ю. Маврина, С. Письмеченко, Н. Сорокина, Ю. Снежина и другие
- «Природа, природа» (слова М. Дахие) исп. Детский хор ЛРиТ
- «Ты пришла ко мне любовь" (слова М. Рябинина) исп. С. Захаров, Н.Копылов
- «Еще бы день» (слова М. Дахие) исп. О. Вардашева, Н. Частухина
- «Если не верить, если не любить» (слова М. Дахие) исп. Э. Хиль, Е. Головин, А.Сперанский
- «Города, города» (слова М. Дахие) исп. А. Вавилова, Н. Сорокина
- "Ночные города" (слова М. Дахие) исп. М. Пахоменко, Г. Бойко, О. Плотникова, М. Колганова
- "Разговор с Родиной" (слова М. Дахие) исп. М. Пахоменко, Г. Бойко, С. Фетисова
- "Весёлая свадьба" (слова А. Машюшкина-Герке) исп. М. Пахоменко
- "Всё пойму, всё сумею простить" (слова М. Дахие) исп. В. Моисеева
- «Идут белые снеги» (слова Е. Евтушенко) исп. Э. Хиль, Н. Смирнов, Камерный хор "Нижний Новгород"
- «Когда звонят колокола» (слова Е. Евтушенко) исп. Э. Хиль, Камерный хор "Нижний Новгород"
- «Признание городу» («Все с этим городом навек …») (слова М. Дудина) исп. В. Плешак
- «Музыка любви» (слова Д. Илясова) исп. Д. Святова, Ю. Виноградова
- "Секрет любви" (слова Д. Илясова) исп. С. Коровин
- «Парад победы» (слова В. Левтова) исп. И. Кобзон, Н. Соловьев, Л. Пшеничный, Н. Копылов
- «Мой дом единственный» (слова В. Левтова) исп. М. Капуро, Л. Рюмина, А. Вавилова
- «Семь футов под килем» (слова В. Левтова) исп. Ю. Охочинский
- «Мой город» (слова В. Левтова) исп. М. Капуро
- «Взлетай, мечта» (слова В. Левтова) исп. А. Веске, М. Капуро, А. Вавилова
- «Память земли» (слова В. Левтова) исп. Академический хор Кировского завода
- «Неповторимый Петербург» (слова Ю. Погорельского) исп. М. Луконин
- «Константиново» (слова Ю. Погорельского) исп. С. Зыков
- «Баллада о есенинском клёне» (слова Ю. Погорельского) исп. С. Зыков, А. Быковский, М. Воркун
- «Плывет по Волге песенка» (слова Ю. Погорельского) исп. М. Магдеева, А. Беляева
- «Гусарские усы» (или Романс Проклеветантовой) (слова М. Полонской) исп. С. Крючкова, А. Биккулова
- «Старый паровоз» (слова М. Рябинина) исп. Э. Хиль, Н. Соловьев
- «Что ещё пожелать» (слова М. Рябинина) - ВИА "Водограй"
- «Речка Кума» (слова Н. Рябинина)
- "Льют дожди" (слова М. Рябинина) Е. Малевская и А. Пахмутов
- «Все на земле придумано не зря» (слова М. Сафонова) исп. Ирина Понаровская и ВИА "Поющие гитары"
- «Во поле белом» (слова М. Сафонова) исп. И. Суржиков
- «Зовут нас звёзды» (слова В. Сергеевой) исп. Э.Хиль, В. Питериш, А. Сперанский, Э. Хиль (младший)
- «Маска» (слова В. Сергеевой) исп. М. Боярский
- «Ветеранам» (слова В. Сергеевой) исп. А. Пахмутов
- «Новый год» (слова В. Сергеевой) исп. М. Боярский
- "Белый снег" (слова В.Сергеевой) исп. С. Рогожин
- «Злу - назло!» (слова В. Сергеевой) исп. М. Боярский
- «Баллада о бездомном барде» (слова В. Сергеевой) исп. И. Скляр, С. Зыков, В. Кривонос, И. Беседин
- «Дублёр» (слова В. Сергеевой) исп. И. Скляр, Г. Бойко
- "Без тебя, любовь" (слова М. Дахие) исп. Э. Хиль, А. Асадуллин, Е. Головин, В. Каратаев
- «Шесть соток» (слова В. Сергеевой) исп. Э. Хиль, Г. Бойко, Э. Хиль (младший)
- «Раздаю прохожим счастье» (слова В. Сергеевой) исп. М. Капуро
- «Я люблю тебя» (слова А. Шульгиной) исп. Е. Южин, С. Зыков, Е. Челнокова, А. Бордак
- «Сад русского романса» (слова А. Шульгиной) исп. М. Луконин, Н. Дробышевская
- "Как красиво" (слова А. Шульгиной) исп. Хор "Классика" ХШ "Классика" г. Киров
- «Зимний кот» (слова О. Сердобольского) исп. Детский хор РиТ Санкт-Петербурга
- «Хочу быть клоуном» (слова О. Сердобольского) исп. Детский хор РиТ Санкт-Петербурга
- «Юнги города Петра» (слова О. Сердобольского) исп. Детский хор РиТ Санкт-Петербурга
- «На Пискарёвском» (слова О. Чупрова) исп. В. Тюльпанов
- "Гимн прокуратуры РФ" ( слова О. Гаврилюка) исп. С. Волчков, М. Миллер
- "Чистая волна" (слова Ю. Инге) исп. Г. Чернецов
- Гимн Адмиралтейского района Санкт-Петербурга (слова В. Максимова) исп. В. Псарёв
- "Гимн ЛОМО" или "Наши сердца" (слова М. Дахие) исп. В. Псарёв
- "Гимн Спецтранс" (слова В. Сергеевой) исп. Э. Хиль
- "Гимн Кронштадта" (слова Е. Пальцева) исп. Г. Бойко
- "Гимн города Кронштадта" (слова В. Максимова) исп. Г. Бойко
- "Ленинградская область родная" (слова В. Сергеевой) исп. В. Кривонос
- "Баллада о девушках 1942 года" (слова М. Дахие) - хор "Мелодика ДШИ им. Г. Свиридова
- "В горнице" (слова Н. Рубцова) исп. С. Плешак
- "Неугомонный спорт" (слова Ю. Погорельского) исп. ансамбль мальчиков "ПЕТЕРБУРГСКИЙ КамерТОН"
- "Города-герои" (слова В. Левтова) ансамбль п/у С. Грибкова
- "День Победы Ленинграда" (слова Е. Пальцева) исп. В. Мороз, Н. Копылов
- "Гордёнушка" или "Северная протяжная" (слова С. Макарова) исп. В. Толкунова
- "Здравствуй, море Балтийское" (слова М. Сафонова) исп. Г. Отс, В. Каратаев
- "Дождись меня" (слова М. Дахие) исп. Е. Головин
- "Земля моей любви" (слова И. Резник) исп. В. Куслап, В. Псарёв
- "Кого люблю" (слова М. Сафонова) исп. Э. Жерздева
- "Ой, зачем" (слова Я. Голякова) исп. Т. Стрелкова
- "Ходит Ваня на блины" (слова В. Фотеева) исп. В. Моисеева
- "Дожди зимы" (слова С. Тинта) исп. В. Плешак
- "Песня о полярном лётчике" (Ю. Погорельский) исп. А. Быковский
- "Колыбельная Марии" (слова А. Шульгиной) исп. А. Дикова
- "Мама моя, мама" (слова С. Тинта) исп. хор "Перезвоны"
- "Любовь моя - музыка" (слова М. Дахие) исп. Детский хор РиТ Санкт-Петербурга
- "Новенькая" (слова М. Дахие) исп. Детский хор РиТ Санкт-Петербурга
- "Короткая строка" (слова О. Сердобольского) исп. Марина Ланда и Сергей Васильев
- "Кошкин бег" (слова В. Сергеевой) исп. Игорь Скляр  и Полина Бахаревская
- "Мои талисманы" (слова В. Сергеевой) исп. Б. Штоколов
- "Кольцо" (слова В. Сергеевой) исп. Б. Штоколов
- "Мы - Петербурга дети" (слова В. Сергеевой) исп. В. Кривонос
- "Мы живём на островах" (слова О. Сердобольского) исп. Детский хор РиТ Санкт-Петербурга
- "На Оке" (слова Г. Геогриева) исп. трио "Рябинушка
- "Под стук колёс" (слова В. Сергеевой) исп. Э. Хиль, Г. Бойко, А. Сперанский
- "Радость людей" (слова Г. Цветкова) исп. Э. Хиль, А. Троицкий
- "Радуга-дуга" (слова М. Сафонова) исп. Детский хор РиТ Санкт-Петербурга
- "Семь футов под килем" (слова В. Левтова) исп. Ю. Охочинский
- "Что нужно человеку" (слова М. Дахие) исп. Ю. Богатиков, В. Псарёв
- "Я стану капитаном" (слова В. Сергеевой) исп. Эдуард Хиль и Эдик Хиль
- "Помни!" (слова В. Зотова) исп. Хор Русской Армии
- "Посёлок Ромашки" (слова Е. Гвоздева) исп. Г. Орлов
- "Последний приказ" (слова М. Богина) исп. Э. Хиль
- "Сей зерно" (слова М. Дудина) исп. Е. Камбурова
- "Чистое поле" (слова А. Боброва) исп. Е. Камбурова
- "Храни огонь родного очага" (слова О. Фокиной) исп. Е. Камбурова
- "Сердце матери" (слова М. Дахие) исп. В. Плешак
- "Сохрани любовь" (слова А. Костина) исп. Г. Бойко
- "Тишина на границе" (слова Г. Цветкова) исп. А. Троицкий
- "Финский залив" (слова Н. Голя) исп. Р. Балыкова и С. Плешак
- "Утро России" (слова Ю. Погорельского) исп. ансамбль "Сёстры Фёдоровы"
- "Ямочки" или "Ну, а мне всё говорят" (слова М. Дахие) исп. Л. Сенчина, С. Фетисова, Д. Святова
- "Танец" (слова В. Сергеевой) исп. Т. Буланова, Л. Сенчина
- «Разноцветные шары» (слова Я. Акима) исп. Детский хор ЛРиТ
- «Песенка о цирке» (слова Б. Ахмадулиной) исп. Т. Калинченко, М. Бабанова
- "Чудо балета" (слова Ю. Погорельского) исп. Детский хор РиТ Санкт-Петербурга
- Невская волна" (слова Михаила Сафонова) исп. Детский хор РиТ Санкт-Петербурга
- "Только женщина" (слова Ю.Алянского) исп. О. Питериш
- "Электричка" (слова В. Сергеевой) исп. О.  Питериш
- Тихий шепот берёз (слова Г. Георгиева) исп. А. Михайлов
- Моя Мадонна ( стихи А. Пушкина) исп. А. Ануфриев
- и многие, многие другие....

## Награды и звания
- Заслуженный деятель искусств Российской Федерации (20 мая 2004 года) — за заслуги в области искусства[5]
- Медаль ордена «За заслуги перед Отечеством» II степени (13 ноября 2009 года) — за заслуги в развитии отечественной культуры и искусства, многолетнюю плодотворную деятельность[6]
- Лауреат премии Ленинградского комсомола (за цикл партиотических песен «А все-таки марши…», 1980)
- Дипломант национальной театральной премии «Золотая маска» (за мюзикл «Инкогнито из Петербурга», 2000)
- Лауреат Премии Всероссийского фестиваля детских, юношеских и молодёжных спектаклей «Синяя птица» («Кентервильское привидение», 2000; «Наследство», 2002)
- Дипломант Первого фестиваля новых музыкальных проектов России «Новые берега» («Ангелы во времени», 2004)[1]
- Медаль имени Сергея Есенина (2005 год)
- Медаль имени Николая Рериха (2006 год)
- Орден Иоанна Кронштадтского (2008)
- Почётный член Клуба подводников (с 2009)
- Член Всемирного клуба петербуржцев (с 2012)
- Лауреат премии Правительства Санкт-Петербурга в области литературы, искусства и архитектуры (2014)
- Почётный гражданин Адмиралтейского района Санкт-Петербурга (2015)
- Почётная грамота  Законодательного собрания Санкт-Петербурга (2019 год)
- Медаль «За заслуги в культуре и искусстве» (2021)
- Почётный знак «За заслуги перед Санкт-Петербургом» (1 декабря 2021 года)
- Юбилейная медаль «350 лет Петру Первому» (2022)